# 津南町 (小惑星)
津南町 (22914 Tsunanmachi = 1999 TU36) は、小惑星帯にある小惑星の1つ。ローウェル天文台の地球近傍小惑星サーベイ「LONEOS（ロニオス、Lowell ObservatoryNear-Earth Object Search）」によって1999年10月13日に発見された。2011年の長野県北部地震で大きな被害を受けた、新潟県の津南町にちなんで命名され、2012年5月6日発行の小惑星回報で公表された。
2011年7月に新潟で国際会議「小惑星・彗星・流星 (Asteroids, Comets, Meteors)」が開催される予定であったが、2011年3月11日の東日本大震災の影響により翌年に開催が延期され、2012年5月16日から5月20日まで「小惑星・彗星・流星2012」として新潟市の朱鷺メッセで開催された。この国際会議がアジア初の開催となることを記念して、日本を含むアジアの研究者や天文台、会場となった新潟の地名にちなむ命名の候補が検討された際、東日本大震災被災地の復興を願って地名を命名する方向でも検討が進められた。会議の実行委員会は命名の原案を作成し、発見者で命名提案権を持つローウェル天文台のエドワード・ボーエルと協議を進め、その結果12個の小惑星に対して被災地の地名を命名することを国際天文学連合に提案し、これが承認された。